# Grand Soir
Pour les articles homonymes, voir Le Grand Soir (homonymie).

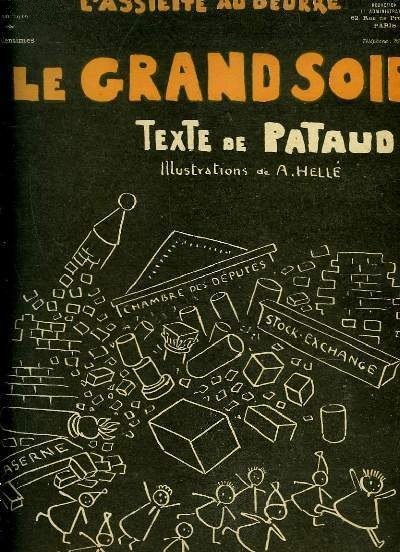
Le Grand Soir, texte d'Émile Pataud et dessins d'André Hellé, couverture de L'Assiette au beurre, 7 mai 1910.

Le Grand Soir est un chiliasme qui désigne le jour de la révolution sociale.

## Sens de l'expression
La phrase désigne donc un chamboulement révolutionnaire qui détruit l'ancien monde et permet d'en créer un nouveau[source insuffisante], en renversant à la fois le système capitaliste et les normes sociales en vigueur. Cette croyance millénariste en l'éclosion d'un monde régénéré grâce à la révolution sociale est caractéristique de la mythologie libertaire qui se forme alors, une vision insurrectionnelle qui influencera les syndicalistes révolutionnaires,[source insuffisante].

## Histoire

### Grand Jour
L'idée d'un Grand Jour de la révolution ou « Grand Jour du peuple », fondé sur le Grand Jour de l'Apocalypse, naît dès la Révolution française.
À la fin du XIXe siècle, les ouvriers, révoltés par des conditions de vie souvent misérables rêvent d'un « Grand Jour », une révolution violente et radicale qui changerait l'ordre des choses et permettrait la mise en place d'une société harmonieuse. L'idée est d'abord relayée par la presse anarchiste, puis devient un mythe fondateur partagé par une grande partie des classes populaires et ouvrières, surtout après la Commune de Paris qui donne le sentiment d'une révolution imminente.

### Création de l'expression
En octobre 1882, lors du procès de la Bande noire de Montceau-les-Mines, le terme de Grand Soir apparait pour la première fois dans le champ politique et social. Le président du tribunal de Riom interroge l'un des inculpés au sujet d'une lettre de Jean-Baptiste Dumay : « On a saisi chez vous des lettres d'un agitateur vous recommandant d'être énergique, parce que le grand soir approchait. Que voulait dire cette phrase ? ». C'est la première utilisation attestée de l'expression du Grand Soir à l'écrit, et on ne sait pas exactement où elle trouve son origine. Étant donné qu'elle est utilisée par Dumay, elle pourrait trouver sa source dans les expériences de ce dernier, à la Commune du Creusot, lors des grèves de 1870 chez Schneider ou encore au sein de la Association internationale des travailleurs. La formule est rapportée par Albert Bataille, le chroniqueur judiciaire du journal Le Figaro, qui écrit que « Le grand soir était (...) fixé au 26 août »,. Il ne lie pas encore la phrase aux anarchistes, mais à tous les révolutionnaires socialistes, estimant que les anarchistes sont seulement plus impatients dans leur attente du grand soir que les autres.
De 1879 à 1887, le Grand Soir existe, mais les corpus anarchistes mentionnent plutôt un Grand Combat, ou un Grand Jour ou Grand Soulèvement, jamais un Grand Soir, pour faire référence à la révolution sociale. Bataille l'utilise cependant à chaque fois qu'il couvre un procès anarchiste de 1883 à 1887, au point que le terme devient « un mot-clé de l'imaginaire anarchiste »,. La nature de l'événement est cependant très floue et relève de la théorie du complot : le journaliste voudrait qu'on attende un signal d'un soulèvement général, patronné par une organisation secrète et à la date et aux modalités inconnues. En 1885, Émile Zola parle de l'idée d'un « soir de triomphe » dans Germinal et le définit comme un mouvement de révolte spontanée.

### Appropriation de l'expression par les révolutionnaires
La première utilisation de la formule de « Grand Soir » par une autre personne que Bataille est par le poète et publiciste Jean Carrère en mai 1893 dans la revue La Plume. C'est au cours de la décennie 1882–1892 que l'expression est reprise par les anarchistes seulement, tandis que les autres groupes socialistes se passent d'en faire un thème de propagande.
Dans les années 1892 à 1895, des milieux étudiants et littéraires utilisent de plus en plus l'expression. Le terme s'introduit seulement en 1898–1899 dans les journaux anarchistes, à commencer par le journal Le Libertaire, et est répandu à partir de 1900. Dans ces années, le Grand Soir est clairement vu comme un événement de destruction de la société bourgeoise. Il s'accompagne d'un changement d'image avec un « matin nouveau » qui doit suivre, dans une chronologie logique, avec une nouvelle société juste et harmonieuse.

### Désillusions
Au début du siècle, le syndicalisme s'implique dans la transformation de la société et se voit comme un organe de préparation de la révolution. En 1914, l'Union sacrée rapproche la société et brise le rêve du Grand Soir. Dans les années 1920, le Grand Soir est vu sous un œil critique et ironique.
Dans les années 1970, le concept de Grand Soir fait son retour dans les écrits socialistes et anarchistes.

## Analyses

### Nécessité
Mikhaïl Bakounine estime qu'« une liquidation générale est le préliminaire obligé de toute révolution », et l'historienne Aurélie Carrier ajoute que la catastrophe révolutionnaire est vue comme prérequis au changement de la société.

### Critiques
L'attente d'un Grand Soir est parfois vue comme retardant la révolution à venir, puisqu'elle s'accompagne souvent de refus de réformes qui visent à améliorer le capitalisme. Il est également qualifié d'abstrait et de destruction radicale.

## Presse
- Le Grand Soir, revue socialiste révolutionnaire publiée à Arras de 1910 à 1914  (ISSN 2128-9727).